# Armand Delatte
Armand Delatte (Ville-en-Hesbaye, 12 de octubre de 1886 — Lieja, 10 de septiembre de 1964), cuyo nombre completo era Armand-Louis-Joseph Delatte, fue un helenista belga, que destacó sobre todo por su edición de textos tardíos griegos sobre magia (los Anecdota Atheniensia) y por varios estudios consagrados a la geomancia, la catoptromancia, la astrología y los Misterios de Eleusis.
Delatte estudió filosofía y letras en la Universidad de Lieja. Entre 1923 y 1957 fue profesor de Filología Clásica en dicha universidad. En 1932, fundó con otros filólogos la revista L'Antiquité Classique.
Sus estudios se centran fundamentalmente en la historia de las religiones y la magia. Como especialista en el pitagorismo, publicó una edición comentada de la Vida de Pitágoras de Diógenes Laercio. Estudió también el concepto de entusiasmo en los filósofos presocráticos y fue un especialista en la obra de Séneca y en la de Jenofonte.

## Obras
- La Musique au tombeau dans l'antiquité (1913)
- Études sur la littérature pythagoricienne (1915)
- Essai sur la politique pythagoricienne (1922).
- La vie de Pythagore de Diogène Laërce (1922)
- Les Manuscrits à miniatures et à ornements des bibliothèques d'Athènes (1926).
- Anecdota Atheniensia T. 1. Textes grecs inédits relatifs à l'histoire des religions (1927).
- La catoptromancie grecque et ses dérivés (1932).
- Le Troisième Livre des Souvenirs socratiques de Xénophon. Étude critique (1933).
- Les Conceptions de l'enthousiasme chez les philosophes présocratiques (1934).
- Herbarius : . Recherches sur le cérémonial usité chez les anciens pour la cueillette des simples et des plantes magiques (1938).
- Anecdota Athenensia T. II : Textes grecs relatifs à l'histoire des sciences (1939)
- La Constitution des États-Unis et les pythagoriciens (1948)
- Le Cycéon, breuvage rituel des mystères d'Éleusis (1955).
- Les Portulans grecs (1957).
- Les intailles magiques gréco-égyptiennes (1964)